# Lista de prefeitos de Fortaleza
Esta é a lista de prefeitos de Fortaleza, capital do estado brasileiro do Ceará.
O atual incumbente do cargo é o economista Evandro Leitão, filiado ao Partido dos Trabalhadores. Leitão foi eleito para o cargo no segundo turno da eleição municipal de Fortaleza em 2024, realizada no dia 17 de outubro do referido ano, onde alcançou a vitória com 50,38% dos votos válidos.
Desde o período imperial, apenas duas mulheres se elegeram prefeitas de Fortaleza, sendo elas Maria Luiza Fontenele e Luizianne Lins, ambas candidatas eleitas pelo Partido dos Trabalhadores.

## Império do Brasil
| N.º  | Prefeito (a)                           | Imagem | Início do Mandato       | Fim do Mandato          | Notas e Referências |
| ---- | -------------------------------------- | ------ | ----------------------- | ----------------------- | ------------------- |
| 1.º  | Joaquim Lopes de Abreu                 |        | 7 de julho de 1822      | 26 de agosto de 1823    | [ 3 ]               |
| 2.º  | Joaquim José Barbosa                   |        | 26 de agosto de 1823    | 17 de dezembro de 1823  | [ 3 ]               |
| 3.º  | Francisco Félix Bezerra de Albuquerque |        | 17 de dezembro de 1823  | 1.º de janeiro de 1824  | [ 3 ]               |
| 4.º  | João da Rocha Moreira                  |        | 1.º de janeiro de 1824  | 21 de julho de 1824     | [ 3 ]               |
| 5.º  | Manuel José Martins Ribeiro Júnior     |        | 21 de julho de 1824     | 14 de setembro de 1824  | [ 3 ]               |
| 6.º  | Joaquim Antunes de Oliveira            |        | 14 de setembro de 1824  | 17 de outubro de 1826   | [ 3 ]               |
| 7.º  | João Facundo de Castro Meneses         |        | 17 de outubro de 1826   | 12 de maio de 1827      | [ 3 ]               |
| 8.º  | Joaquim Lopes Abreu                    |        | 12 de maio de 1827      | 13 de setembro de 1827  | [ 3 ]               |
| 9.º  | Jacinto Fernandes de Araújo            |        | 13 de setembro de 1827  | 1.º de janeiro de 1828  | [ 3 ]               |
| 10.º | Joaquim Vieira da Silva e Sousa        |        | 1.º de janeiro de 1828  | 3 de março de 1828      | [ 3 ]               |
| 11.º | Luís Mariano Gomes da Silva            |        | 3 de março de 1828      | 18 de setembro de 1828  | [ 3 ]               |
| 12.º | Francisco José Pacheco de Medeiros     |        | 18 de setembro de 1828  | 17 de janeiro de 1829   | [ 3 ]               |
| 13.º | Joaquim Lopes de Abreu                 |        | 17 de janeiro de 1829   | 14 de abril de 1831     | [ 3 ]               |
| 14.º | José Joaquim da Silva Braga            |        | 14 de abril de 1831     | 21 de junho de 1831     | [ 3 ]               |
| 15.º | Joaquim Mendes da Cruz Guimarães       |        | 21 de junho de 1831     | 24 de agosto de 1832    | [ 3 ]               |
| 16.º | José Joaquim da Silva Braga            |        | 24 de agosto de 1832    | 22 de março de 1833     | [ 3 ]               |
| 17.º | José Ferreira Lima Sucupira            |        | 22 de março de 1833     | 27 de janeiro de 1836   | [ 3 ]               |
| 18.º | Joaquim da Fonseca Soares e Silva      |        | 27 de janeiro de 1836   | 21 de abril de 1841     | [ 3 ]               |
| 19.º | José Lourenço de Castro e Silva        |        | 21 de abril de 1841     | 11 de junho de 1843     | [ 3 ]               |
| 20.º | Antônio Rodrigues Ferreira             |        | 11 de junho de 1843     | 12 de dezembro de 1849  | [ 3 ]               |
| 21.º | Manuel Teófilo Gaspar de Oliveira      |        | 12 de dezembro de 1849  | 12 de outubro de 1850   | [ 3 ]               |
| 22.º | Antônio Rodrigues Ferreira             |        | 12 de outubro de 1850   | 1.º de outubro de 1859  | [ 3 ]               |
| 23.º | Manuel Caetano de Gouveia              |        | 1.º de outubro de 1859  | 18 de outubro de 1861   | [ 3 ]               |
| 24.º | Soares Bezerra                         |        | 18 de outubro de 1861   | 13 de maio de 1865      | [ 3 ]               |
| 25.º | Antônio Teodorico da Costa             |        | 13 de maio de 1865      | 15 de maio de 1869      | [ 3 ]               |
| 26.º | Joaquim da Cunha Freire                |        | 15 de maio de 1869      | 2 de dezembro de 1869   | [ 3 ]               |
| 27.º | Antônio Gonçalves da Justa             |        | 2 de dezembro de 1869   | 8 de fevereiro de 1873  | [ 3 ]               |
| 28.º | Francisco Coelho da Fonseca            |        | 8 de fevereiro de 1873  | 24 de fevereiro de 1877 | [ 3 ]               |
| 29.º | Joaquim da Cunha Freire                |        | 24 de fevereiro de 1877 | 31 de dezembro de 1881  | [ 3 ]               |
| 30.º | Antônio Pereira de Brito Paiva         |        | 31 de dezembro de 1881  | 11 de julho de 1884     | [ 3 ]               |
| 31.º | João Crisóstomo da Silva Jataí         |        | 11 de julho de 1884     | 6 de novembro de 1886   | [ 3 ]               |
| 32.º | Telésfero Caetano de Abreu             |        | 6 de novembro de 1886   | 28 de maio de 1887      | [ 3 ]               |
| 33.º | Teófilo Gaspar de Oliveira             |        | 28 de maio de 1887      | 1.º de janeiro de 1890  | [ 3 ]               |

## República Federativa do Brasil
| N.º                              | Prefeito (a)                        | Imagem                                       | Partido                             | Partido                                          | Início do Mandato                        | Fim do Mandato                           | Notas e Referências |
| República Velha (1889–1930)      | República Velha (1889–1930)         | República Velha (1889–1930)                  | República Velha (1889–1930)         | República Velha (1889–1930)                      | República Velha (1889–1930)              | República Velha (1889–1930)              | República Velha (1889–1930) |
| -------------------------------- | ----------------------------------- | -------------------------------------------- | ----------------------------------- | ------------------------------------------------ | ---------------------------------------- | ---------------------------------------- | --- |
| 34.º                             | Bezerril Fontenele                  |                                              |                                     |                                                  | 1.º de janeiro de 1890                   | 12 de novembro de 1890                   | |
| 35.º                             | Manuel Nogueira Borges              |                                              |                                     |                                                  | 12 de novembro de 1890                   | 31 de dezembro de 1891                   | |
| 36.º                             | Joaquim de Oliveira Catunda         |                                              |                                     |                                                  | 31 de dezembro de 1891                   | 12 de julho de 1892                      | |
| 37.º                             | Guilherme César da Rocha            |                                              |                                     |                                                  | 12 de julho de 1892                      | 3 de fevereiro de 1912                   | |
| 38.º                             | João Marinho de Albuquerque Andrade |                                              |                                     |                                                  | 3 de fevereiro de 1912                   | 18 de julho de 1912                      | |
| 39.º                             | Ildefonso Albano                    |                                              |                                     |                                                  | 18 de julho de 1912                      | 18 de julho de 1914                      | |
| 40.º                             | Casimiro Ribeiro Brasil Montenegro  |                                              |                                     |                                                  | 18 de julho de 1914                      | 18 de julho de 1918                      | |
| 41.º                             | Rubens Monte                        |                                              |                                     |                                                  | 18 de julho de 1918                      | 1º de janeiro de 1920                    | |
| 42.º                             | Godofredo Maciel                    |                                              |                                     |                                                  | 1.º de janeiro de 1920                   | 1.º de janeiro de 1921                   | |
| 43.º                             | Ildefonso Albano                    |                                              |                                     |                                                  | 1.º de janeiro de 1921                   | 12 de junho de 1923                      | Renunciou ao cargo para assumir o cargo de governador do Ceará.                                                                                                |
| 44.º                             | Adolfo Gonçalves de Siqueira        |                                              |                                     |                                                  | 12 de junho de 1923                      | 16 de julho de 1924                      | Presidente da Câmara Municipal, assumiu interinamente. |
| 45.º                             | Godofredo Maciel                    |                                              |                                     |                                                  | 16 de julho de 1924                      | 12 de junho de 1928                      | Prefeito nomeado pelo Presidente do Estado. |
| 46.º                             | Álvaro Nunes Weyne                  |                                              |                                     |                                                  | 12 de junho de 1928                      | 8 de agosto de 1930                      | Eleito na primeira eleição de voto secreto em Fortaleza, afastado pela revolução de 1930.                                                                      |
| Era Vargas (1930–1945)           |                                     |                                              |                                     |                                                  |                                          |                                          | |
| 47.º                             | César Cals de Oliveira              |                                              |                                     |                                                  | 8 de agosto de 1930                      | 2 de maio de 1931                        | Interventor durante a Era Vargas. |
| 48.º                             | Antônio Urbano de Almeida           |                                              |                                     |                                                  | 2 de maio de 1931                        | 20 de outubro de 1931                    | Interventor durante a Era Vargas. |
| 49.º                             | Tibúrcio Cavalcante                 |                                              |                                     |                                                  | 20 de outubro de 1931                    | 25 de abril de 1933                      | Interventor durante a Era Vargas. |
| 50.º                             | Raimundo Girão                      |                                              |                                     |                                                  | 25 de abril de 1933                      | 14 de setembro de 1934                   | Já ocupava o cargo de forma interina desde 1º de dezembro de 1932.                                                                                             |
| 51.º                             | José Barreira                       |                                              |                                     |                                                  | 14 de setembro de 1934                   | 17 de setembro de 1934                   | Interventor durante a Era Vargas. |
| 52.º                             | Plínio Pompeu                       |                                              |                                     |                                                  | 17 de setembro de 1934                   | 11 de fevereiro de 1935                  | Interventor durante a Era Vargas. |
| 53.º                             | Gentil Barreira                     |                                              |                                     |                                                  | 11 de fevereiro de 1935                  | 27 de maio de 1935                       | Interventor durante a Era Vargas. |
| 54.º                             | Álvaro Nunes Weyne                  |                                              |                                     |                                                  | 27 de maio de 1935                       | 18 de maio de 1936                       | Prefeito eleito em 1928 retorna ao cargo após o afastamento em decorrência da Revolução de 1930.                                                               |
| 55.º                             | Raimundo de Alencar Araripe         |                                              |                                     |                                                  | 18 de maio de 1936                       | 30 de outubro de 1945                    | Prefeito eleito em sufrágio universal. |
| Período Populista (1945–1964)    |                                     |                                              |                                     |                                                  |                                          |                                          | |
| 56.º                             | Plácido Aderaldo Castelo            |                                              |                                     |                                                  | 30 de outubro de 1945                    | 17 de novembro de 1945                   | [ 7 ] |
| 57.º                             | Vicente Linhares                    |                                              |                                     |                                                  | 17 de novembro de 1945                   | 1º de janeiro de 1946                    | Interventor nomeado pelo presidente do Brasil José Linhares, seu irmão.                                                                                        |
| 58.º                             | Oscar Barbosa                       |                                              |                                     |                                                  | 1º de janeiro de 1946                    | 14 de julho de 1946                      | [ 9 ] |
| 59.º                             | Romeu Coelho Martins                |                                              |                                     |                                                  | 14 de julho de 1946                      | 30 de outubro de 1946                    | [ 9 ] |
| 60.º                             | Clóvis de Alencar Matos             |                                              |                                     |                                                  | 30 de outubro de 1946                    | 8 de abril de 1947                       | [ 9 ] |
| 61.º                             | José Leite Maranhão                 |                                              |                                     |                                                  | 8 de abril de 1947                       | 8 de abril de 1948                       | [ 10 ] |
| 62.º                             | Acrísio Moreira da Rocha            |                                              |                                     | Partido Republicano PR                           | 8 de abril de 1948                       | 31 de janeiro de 1951                    | Prefeito eleito em sufrágio universal. |
| 63.º                             | Paulo Cabral de Araújo              |                                              |                                     | União Democrática Nacional UDN                   | 31 de janeiro de 1951                    | 25 de março de 1955                      | Prefeito eleito em sufrágio universal. |
| 64.º                             | Acrísio Moreira da Rocha            |                                              |                                     | Partido Republicano PR                           | 25 de março de 1955                      | 25 de março de 1959                      | Prefeito eleito em sufrágio universal. |
| 65.º                             | Manuel Cordeiro Neto                |                                              |                                     | Partido Libertador PL                            | 25 de março de 1959                      | 25 de março de 1963                      | Prefeito eleito em sufrágio universal. |
| 66.º                             | Murilo Borges Moreira               |                                              |                                     | Partido Libertador PL                            | 25 de março de 1963                      | 12 de setembro de 1967                   | Prefeito eleito em sufrágio universal. |
| 66.º                             | Murilo Borges Moreira               | Aliança Renovadora Nacional ARENA            |                                     |                                                  | 25 de março de 1963                      | 12 de setembro de 1967                   | Prefeito eleito em sufrágio universal. |
| Regime Militar (1964–1985)       |                                     |                                              |                                     |                                                  |                                          |                                          | |
| 67.º                             | José Walter Cavalcante              |                                              |                                     | Aliança Renovadora Nacional ARENA                | 12 de setembro de 1967                   | 15 de março de 1971                      | Prefeito nomeado pelo governador Plácido Castelo (ARENA). |
| 68.º                             | Vicente Fialho                      |                                              |                                     | Aliança Renovadora Nacional ARENA                | 15 de março de 1971                      | 15 de março de 1975                      | Prefeito nomeado pelo governador César Cals (ARENA). |
| 69.º                             | Evandro Ayres                       |                                              |                                     | Aliança Renovadora Nacional ARENA                | 15 de março de 1975                      | 28 de fevereiro de 1978                  | Prefeito nomeado pelo governador Adauto Bezerra (ARENA). |
| 70.º                             | Luiz Marques                        |                                              |                                     | Aliança Renovadora Nacional ARENA                | 28 de fevereiro de 1978                  | 1.º de janeiro de 1979                   | Prefeito nomeado pelo governador Waldemar Alcântara (ARENA).                                                                                                   |
| 71.º                             | Lúcio Alcântara                     |                                              |                                     | Aliança Renovadora Nacional ARENA                | 1.º de janeiro de 1979                   | 14 de maio de 1982                       | Prefeito nomeado pelo governador Waldemar Alcântara (ARENA).                                                                                                   |
| 71.º                             | Lúcio Alcântara                     | Partido Democrático Social PDS               |                                     |                                                  | 1.º de janeiro de 1979                   | 14 de maio de 1982                       | Prefeito nomeado pelo governador Waldemar Alcântara (ARENA).                                                                                                   |
| 72.º                             | José Aragão e Albuquerque Júnior    |                                              |                                     | Partido Democrático Social PDS                   | 14 de maio de 1982                       | 15 de março de 1983                      | Prefeito nomeado pelo governador Manuel de Castro (PDS). |
| 73.º                             | César Cals Neto                     |                                              |                                     | Partido Democrático Social PDS                   | 15 de março de 1983                      | 2 de julho de 1985                       | Prefeito nomeado pelo governador Gonzaga Mota (PDS). |
| 74.º                             | Barros Pinho                        |                                              |                                     | Partido do Movimento Democrático Brasileiro PMDB | 2 de julho de 1985                       | 1.º de janeiro de 1986                   | Prefeito nomeado pelo governador Gonzaga Mota (PDS). |
| Nova República (1985-atualidade) |                                     |                                              |                                     |                                                  |                                          |                                          | |
| 75.ª                             | Maria Luíza Fontenele               |                                              |                                     | Partido dos Trabalhadores PT                     | 1º de janeiro de 1986                    | 1º de janeiro de 1989                    | Prefeita eleita em sufrágio universal. |
| 75.ª                             | Maria Luíza Fontenele               | Partido Socialista Brasileiro PSB            |                                     |                                                  | 1º de janeiro de 1986                    | 1º de janeiro de 1989                    | Prefeita eleita em sufrágio universal. |
| 76.º                             | Ciro Gomes                          |                                              |                                     | Partido do Movimento Democrático Brasileiro PMDB | 1.º de janeiro de 1989                   | 2 de abril de 1990                       | Prefeito eleito em sufrágio universal renunciou ao mandato de prefeito para ser candidato a governador do Ceará nas eleições estaduais de 1990.                |
| 76.º                             | Ciro Gomes                          | Partido da Social Democracia Brasileira PSDB |                                     |                                                  | 1.º de janeiro de 1989                   | 2 de abril de 1990                       | Prefeito eleito em sufrágio universal renunciou ao mandato de prefeito para ser candidato a governador do Ceará nas eleições estaduais de 1990.                |
| 77.º                             | Juraci Magalhães                    |                                              |                                     | Partido do Movimento Democrático Brasileiro PMDB | 2 de abril de 1990                       | 31 de dezembro de 1992                   | Vice-prefeito eleito no cargo de titular, assumiu após a renúncia de Ciro Gomes para concorrer ao cargo de governador do Ceará nas eleições estaduais de 1990. |
| 78.º                             | Antônio Cambraia                    |                                              |                                     | Partido do Movimento Democrático Brasileiro PMDB | 1.º de janeiro de 1993                   | 31 de dezembro de 1996                   | Prefeito eleito em sufrágio universal. |
| 79.º                             | Juraci Magalhães                    |                                              |                                     | Partido do Movimento Democrático Brasileiro PMDB | 1.º de janeiro de 1997                   | 31 de dezembro de 2000                   | Prefeito eleito em sufrágio universal. |
| 79.º                             | Juraci Magalhães                    | 1.º de janeiro de 2001                       | 31 de dezembro de 2004              | Partido do Movimento Democrático Brasileiro PMDB | Prefeito reeleito em sufrágio universal. |                                          | |
| 80.ª                             | Luizianne Lins                      |                                              |                                     | Partido dos Trabalhadores PT                     | 1.º de janeiro de 2005                   | 31 de dezembro de 2008                   | Prefeita eleita em sufrágio universal. |
| 80.ª                             | Luizianne Lins                      | 1.º de janeiro de 2009                       | 31 de dezembro de 2012              | Partido dos Trabalhadores PT                     | Prefeita reeleita em sufrágio universal. |                                          | |
| 81.º                             | Roberto Cláudio                     |                                              |                                     | Partido Socialista Brasileiro PSB                | 1.º de janeiro de 2013                   | 31 de dezembro de 2016                   | Prefeito eleito em sufrágio universal. |
| 81.º                             | Roberto Cláudio                     | Partido Republicano da Ordem Social PROS     |                                     |                                                  | 1.º de janeiro de 2013                   | 31 de dezembro de 2016                   | Prefeito eleito em sufrágio universal. |
| 81.º                             | Roberto Cláudio                     |                                              | Partido Democrático Trabalhista PDT | 1.º de janeiro de 2017                           | 31 de dezembro de 2020                   | Prefeito reeleito em sufrágio universal. | |
| 82.º                             | José Sarto                          |                                              |                                     | Partido Democrático Trabalhista PDT              | 1.º de janeiro de 2021                   | 31 de dezembro de 2024                   | Prefeito eleito em sufrágio universal. |
| 83.º                             | Evandro Leitão                      |                                              |                                     | Partido dos Trabalhadores PT                     | 1.º de janeiro de 2025                   | Atualidade                               | Prefeito eleito em sufrágio universal. |